# Arculicythere
Arculicythere is een geslacht van uitgestorven kreeftachtigen uit de klasse van de Ostracoda (mosselkreeftjes).

## Soorten
- Arculicythere (Tonacythere) tumida (Dingle, 1971) Gruendel, 1974 †
- Arculicythere bessinensis (Depeche & Oertli, 1971) Gruendel, 1974 †
- Arculicythere defluxa Grekoff, 1963 †
- Arculicythere kroemmelbeini Rosenfeld & Raab, 1984 †
- Arculicythere modica Grekoff, 1963 †